# Sân bay Ishigaki
Sân bay Ishigaki Ishigaki Kūkō (石垣空港 Ishigaki Kūkō), (IATA: ISG, ICAO: ROIG) là một sân bay hạng 3 ở Ishigaki, tỉnh Okinawa, Nhật Bản. Sân bay này được kết nối với các thành phố lớn ở các đảo chính Nhật Bản cũng như các tuyến điểm khắp tỉnh Okinawa và quần đảo Yaeyama.

## Lịch sử
Sân bay này được khai trương năm 1943 cho mục đích quân sự và đã được chuyển thành sân bay dân dụng năm 1956. Đường băng đã được kéo dài từ 1200 m lên 1500 năm 1968, cho phép máy bay YS-11 hạ cánh.

## Nâng Cấp
Sân bay này hiện phục vụ 1,8 triệu lượt khách mỗi năm, là sân bay cấp 3 bận rộn nhất ở Nhật Bản, và tốc độ tăng vẫn ổn định do quần đảo Yaeyama đã trở thành một địa điểm du lịch. Tuy nhiên do đường băng ngắn nên không thể đón các máy bay lớn.
Sân bay Ishigaki mới (新石垣空港 Shin-Ishigaki Kūkō) đang được xây ở phía đông của đảo. Sân bay Ishigaki mới sẽ có đường băng dài 2000 m, có thể kéo dài lên 2500 m. Công tác xây dựng bắt đầu năm 2006 và hoàn thành năm 2013.

## Các hãng hàng không và các tuyến điểm
Hiện có các hãng hàng không sau đang hoạt động tại sân bay này:
- All Nippon Airways (Naha)
- Japan Airlines
  - Japan Transocean Air (Osaka-Kansai, Kobe, Miyakojima, Naha, Tokyo-Haneda, Yonaguni)
    - Ryukyu Air Commuter (Miyako, Yonaguni)